# 201 (število)

## V matematiki
201 je sestavljeno število, saj ima 4 delitelje (1, 3, 67 in 201).
201 je nezadostno število, saj je vsota njegovih deliteljev 272, kar pomeni, da velja, da je vsota deliteljev < 2n.
201 je Harshadovo število, ker je deljivo z vsoto svojih števk.